# Vərgədüz
Vərgədüz è un comune dell'Azerbaigian situato nel distretto di Yardımlı. Conta una popolazione di 1 248 abitanti.